# Manuel José da Silva
Manuel José da Silva (Fresno, Califórnia, 19 de Agosto de 1892 — Horta, 8 de Maio de 1935) foi um político açoriano que se distinguiu durante a Primeira República Portuguesa enquanto deputado pelo círculo da Horta no parlamento da República. A ele se deveram várias iniciativas em prol da educação e do desporto no antigo Distrito da Horta. Após a implantação do regime ditatorial resultante da Revolução Nacional de 1926 manteve-se fiel aos seus princípios democráticos, tendo sido preso e deportado para Angra do Heroísmo, onde teve residência fixa durante algum tempo.

## Biografia
Depois de realizar estudos preparatórios na cidade da Horta, matriculou-se no curso de Letras da Universidade de Coimbra, mas depois de ter experimentado diversos cursos naquela Universidade, abandonou os estudos em ter concluído a formatura. Ainda assim, segundo algumas fontes aparece dado como licenciado.
Iniciou em Lisboa uma carreira como funcionário público, trabalhando no Ministério do Comércio, mas simultaneamente envolveu-se na política, aderindo ao Partido Republicano Português. Fez parte, nomeado pelo Ministro do Comércio, de uma comissão destinada a regulamentar o Fundo de Protecção à Marinha Mercante e à Comissão de Economia do Ministério das Finanças.
Foi eleito deputado do Partido Popular Republicano eleito pelo círculo eleitoral de Oliveira de Azeméis nas eleições gerais de 1919, mantendo-se no parlamento na área da economia.
Com a fragmentação do Partido Republicano Português, seguiu a ala mais radical. Foi chefe de gabinete de Júlio do Patrocínio Martins, dirigente do Partido Popular Republicano e então Ministro da Instrução Pública do governo de concentração republicana de Bernardino Machado, que esteve em funções de 2 de Março a 23 de Maio de 1921. 
Nas eleições gerais de Julho de 1921 foi candidato independente nas listas republicanas pelo círculo da Horta, mas foi derrotado, não conseguindo a eleição. Ainda assim, venceu as eleições na ilha das Flores.
Manuel José da Silva concorreu como independente nas listas do Partido Republicano Português a Deputado ao Parlamento da República pelo Círculo da Horta, que abrangia as ilhas do Pico, Faial, Flores e Corvo, do Arquipélago dos Açores, nas eleições gerais realizadas em 8 de Novembro de 1925. Obteve então 2 311 votos dos 4 506 eleitores inscritos, batendo o Partido Liberal que em 1921 tinha obtido apenas 1 899 votos. No concelho de São Roque do Pico, na ilha do Pico, terra natal do seu pai, obteve a maior votação: 462 votos.
Em 14 de Abril de 1926, foi protagonista de uma sessão agitada na Câmara dos Deputados, pois durante a discussão de um projecto por ele apresentado, uniformizando o subsídio parlamentar dos deputados que eram funcionários públicos, António Maria da Silva chamou epilépticos aos deputados esquerdistas. Os protestos foram tais que ficaram cadeiras e cadeiras partidas na câmara.
No lugar de São Miguel Arcanjo, da freguesia e concelho de São Roque do Pico, foi erigido pelos seus conterrâneos um memorial com um medalhão com a efígie de Manuel José da Silva.